# Usine Renault de Maubeuge
L'usine Ampère de Maubeuge, anciennement Maubeuge Construction Automobile (MCA), est une usine de montage automobile installée dans la zone industrielle de Grévaux-les-Guides.
Intégrée au constructeur automobile français Ampère depuis 2023, la filiale dédiée aux véhicules électriques du groupe Renault, elle est implantée sur le territoire des communes de Maubeuge et de Feignies, dans le département du Nord (France).
Le 31 mai 2023, Ampère absorbe la société Maubeuge Construction Automobile (MCA), filiale à 100 % du groupe Renault.
Le site Renault de Maubeuge produit depuis 2021 :
- Renault Kangoo III - Nissan Townstar
- Mercedes-Benz Citan (Type 420)

## Historique
C'est le 29 avril 1969, en pleine crise industrielle, que grâce aux efforts conjugués de Maurice Schumann, Ministre d’État du général De Gaulle et de Pierre Forest, maire de Maubeuge, une convention est signée avec la Chambre de Commerce pour la construction de cette usine de 6 000 employés appartenant à la Société des usines Chausson.
Avec à sa tête Jacques Buchet, ingénieur ENSAM, la première carrosserie sort en avril 1971. 
En 1977, l'usine passe sous le contrôle de Renault. Un an plus tard, la Renault Fuego remplace les Renault 15 et 17 sur les chaînes jusqu'en 1985.
Cette usine a également fabriqué la Renault 21 américaine appelée Renault Medallion
En 1997, MCA, qui fabriquait l'Express (1985-1998) intègre la Division Véhicules utilitaires du groupe Renault pour produire le ludospace Kangoo (1998-2007), en versions utilitaire et véhicule particulier. Le Nissan Kubistar (version Nissan du Kangoo) est également fabriqué à Maubeuge à partir de septembre 2003. Depuis 2000, MCA est une société en nom collectif. 
En septembre 2007, a été présenté à l'usine le Kangoo II successeur du modèle Kangoo, et en octobre 2007, l'accord de fabrication a été signé pour lancer la production.
Depuis 2012, le site produit un utilitaire d'entrée de gamme, le Citan, pour Mercedes-Benz. Le 16 avril 2012 sortait de chaîne la Kangoo II Z.E no 5000  destiné à La Poste.
Aujourd’hui, avec ses 2 000 employés, MCA permet à l'agglomération maubeugeoise de maintenir une partie de ses emplois industriels.
On trouvera des détails sur l'histoire de cette usine dans la référence ci-après.
Le syndicat SUD a déclenché une alerte psychosociale en 2017 : « Les burn-out se multiplient à cause de cette course à l'hypercompétitivité. Si rien n'est fait, dans un an on aura une vague de suicides. »

### Chronologie
- 1969 : création de l’usine de Maubeuge par la Société des Usines Chausson (SUC), avec deux unités de fabrication (emboutissage et tôlerie).
- 1971 : création de la société Chausson Carrosserie, détenue à 52 % par la SUC, 24 % par Renault et 24 % par Peugeot. Construction de trois nouvelles unités de production : peinture, montage et finition.
- 1972 : sortie des chaînes de la première voiture (Renault 17).
- 1976 : intégration des unités d’emboutissage et de tôlerie à Chausson carrosserie.
- 1977 : rachat des parts de Peugeot et de la SUC dans Chausson carrosserie par Renault, qui détient 99,9 % du capital.
- 1981 : Chausson carrosserie devient MCA (Maubeuge Construction Automobile).
- 1993 : lancement d’un plan de redéploiement industriel afin d’industrialiser Kangoo à MCA.
- 1997 : intégration de MCA à la Division des Véhicules Utilitaires (DVU). Début de la production de Kangoo et Kangoo Express.
- 2013 : 5 millions de véhicules sont sortis de chaîne (11 septembre).
- 2023 : le quatre-millionième Kangoo toutes générations confondues est produit.

### Ancienne production
- Renault 15 et 17
- Renault 12 (1976-1980)
- Renault 4 F4 (1977-1979)
- Renault 18 (1979-1985)
- Renault Fuego (1979-1985)
- Renault 9 (1982-1985)
- Renault 11 (1985-1986)
- Renault 21 Nevada (1986-1990), dont Renault Medallion destinée au marché américain (1986-1988)
- Renault 19 (1988-1992)
- Renault Express (1989-2000)
- Renault Kangoo I - Nissan Kubistar (1997-2008)
- Renault Kangoo II dont Nissan NV250 et Mercedes-Benz Citan (Type 415) (2008-2021)